# Alfa Romeo P2
Alfa Romeo P2 — перегоновий автомобіль класу «Гран-прі», що випускався італійською автомобільною компанією Alfa Romeo у 1924-1925-х роках та брав участь у змаганнях до 1930-го.

## Історична довідка
Alfa Romeo P2 перемогла у першому Всесвітньому чемпіонаті конструкторів автомобілів у 1925 році, здобувши перемогу у двох гонках з чотирьох. Перемоги здобули Антоніо Аскарі на  Гран-прі Європи на трасі Спа-Франкоршам і Гастоне Бріллі-Пері на Гран-прі Італії у Монці. У подальшому Антоніо Аскарі загинув, будучи лідером в останніх перегонах сезону на французькій трасі у Монлері.
Незважаючи на те, що 1925 рік привніс радикальні зміни у правилах проведення Гран-прі, за період з 1924 до 1930 року, P2 отримувала перемоги в 14 Гран-прі та інших крупних перегонах, включаючи «Targa Florio». Ця модель стала іконою для усіх автомобілів серії Гран-прі у 1920-х роках, нарівні з таким монстром, як Bugatti Type 35. Завдяки цьому перше світове чемпіонство 1925 року дозволило Alfa Romeo включити лавровий вінок на свою емблему.

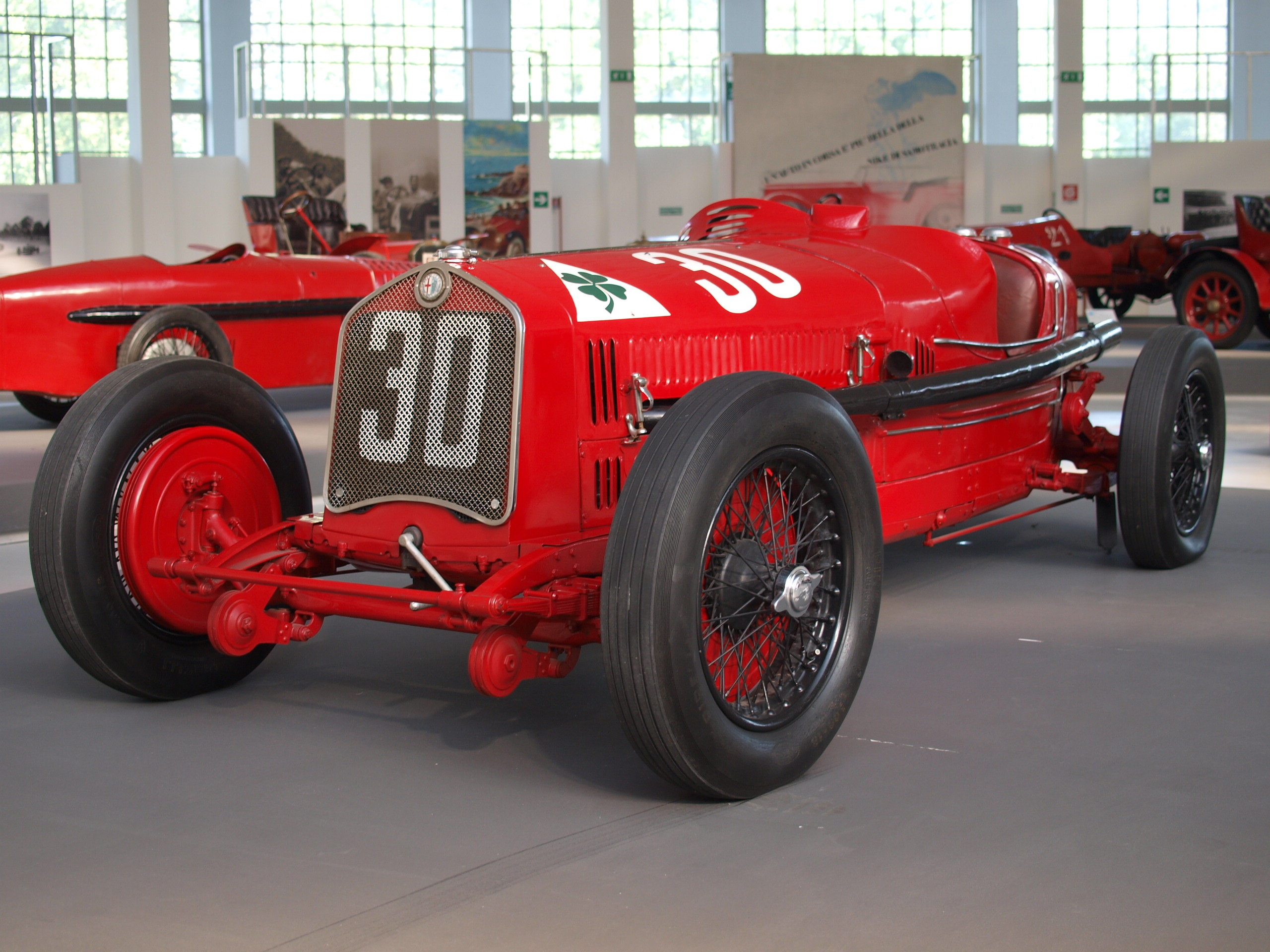
Модель Alfa Romeo P2, підготовлена для сезону 1930 року, стала переможцем «Targa Florio» у тому ж році, з гонщиком Акілле Варці, що встановив новий рекорд середньої швидкості на трасі

Модель P2 була підготовлена командою «Alfa Romeo» у 1924 році для траси у Кремоні, що у північній Італії. У тому ж році Антоніо Аскарі переміг і першим подолав швидкісний бар'єр у 158 км/год, а згодом він знову переміг, але уже з новим рекордом швидкості у 195 км/год. Крім того, ця модель стала першою для нового конструктора «Альфи» Вітторіо Яно. Його було прийнято у компанію на роботу самим Енцо Феррарі, коли власник компанії Нікола Ромео списав за відсутністю потреби Alfa Romeo P1 після провального виступу на Гран-прі 1923 року у Монці проти команди Фіата. Модель P2 оснащувалась першим восьмициліндровим двигуном (R8) із нагнітачем виробництва Alfa Romeo. Також на автомобіль встановлювались два карбюратори після компресора. Останній перегоновий сезон для P2 відбувся у 1930 році.

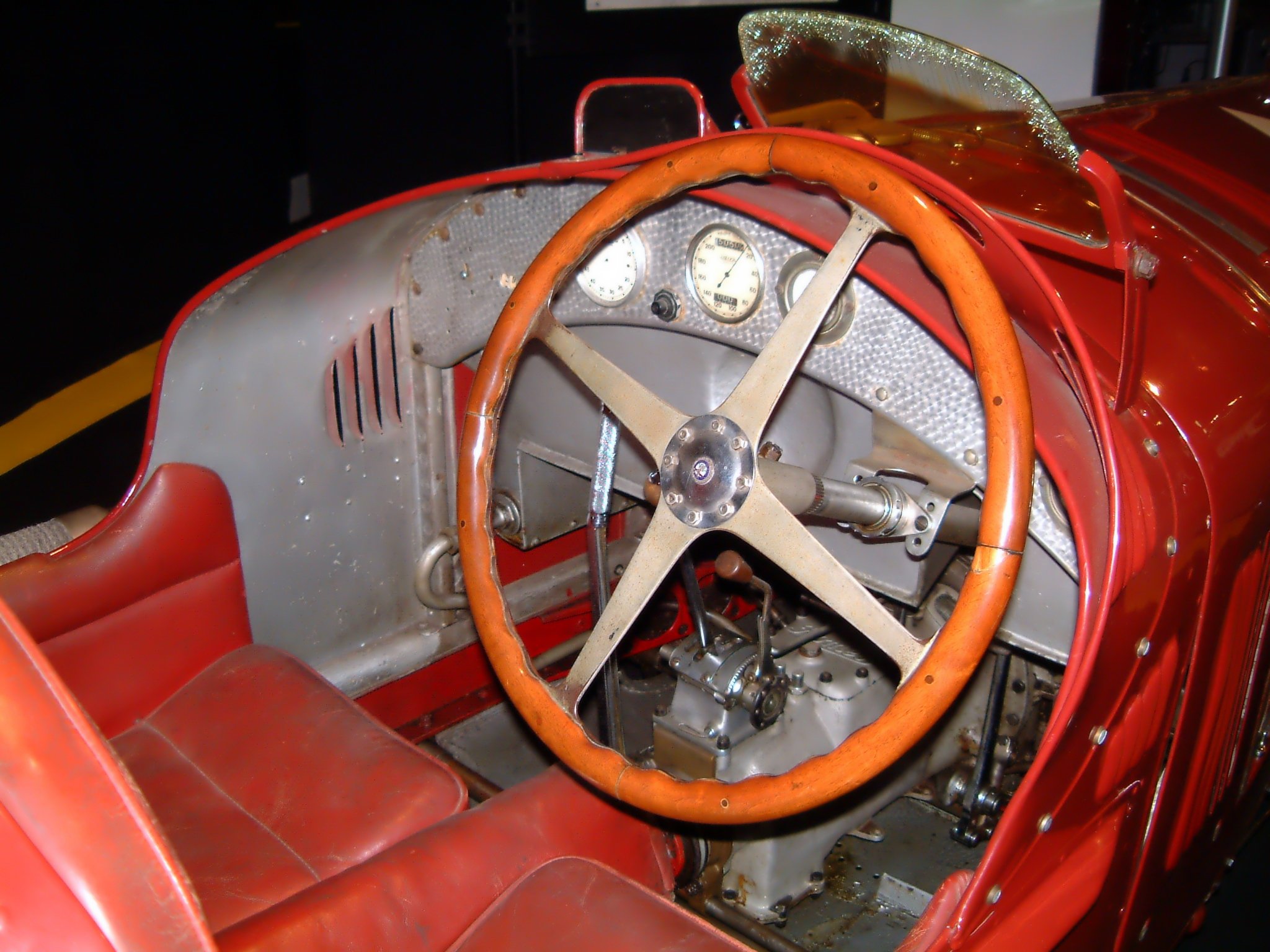
Кокпіт P2

До сучасності «дожили» лише дві з шести оригінальних моделей. Їх можна побачити у Музеї Alfa Romeo в Арезе і у Туринському автомобільному музеї. P2 мала два варіанти виконання кузова: з подовженою і вкороченою задньою частиною.
Одну з Alfa Romeo P2 було представлено у ролі головної моделі на Фестивалі швидкості у Гудвуді 2010 року.

## Основні перемоги

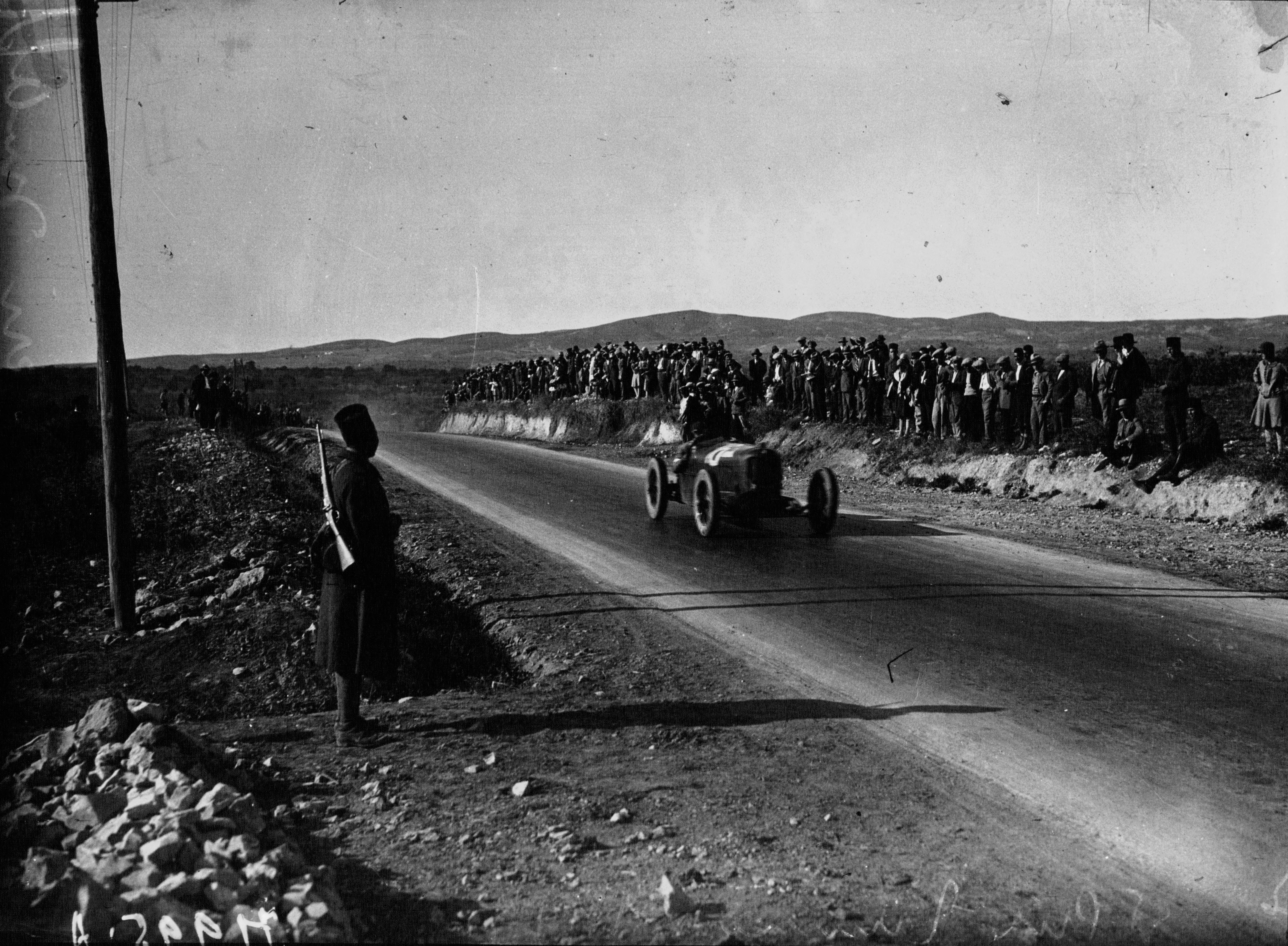
у перегонах на Гран-прі Тунісу (1929)

| Рік  | Перегони                           | Гонщик              |
| ---- | ---------------------------------- | ------------------- |
| 1924 | Гран-прі Кремона                   | Антоніо Аскарі      |
| 1924 | Гран-прі Франції (Гран-прі Європи) | Джузеппе Кампарі    |
| 1924 | Гран-прі Італії                    | Антоніо Аскарі      |
| 1925 | Гран-прі Бельгії (Гран-прі Європи) | Антоніо Аскарі      |
| 1925 | Гран-прі Італії                    | Гастоне Бріллі-Пері |
| 1927 | Кубок Ачербо                       | Джузеппе Кампарі    |
| 1928 | Кубок Ачербо                       | Джузеппе Кампарі    |
| 1929 | Гран-прі Александрії               | Акілле Варці        |
| 1929 | Гран-прі Риму                      | Акілле Варці        |
| 1929 | Кубок Чіано                        | Акілле Варці        |
| 1929 | Гран-прі Монци                     | Акілле Варці        |
| 1929 | Гран-прі Кремона                   | Гастоне Бріллі-Пері |
| 1929 | Гран-прі Тунісу                    | Гастоне Бріллі-Пері |
| 1930 | Гран-прі Александрії               | Акілле Варці        |
| 1930 | Targa Florio                       | Акілле Варці        |